# Van Hool

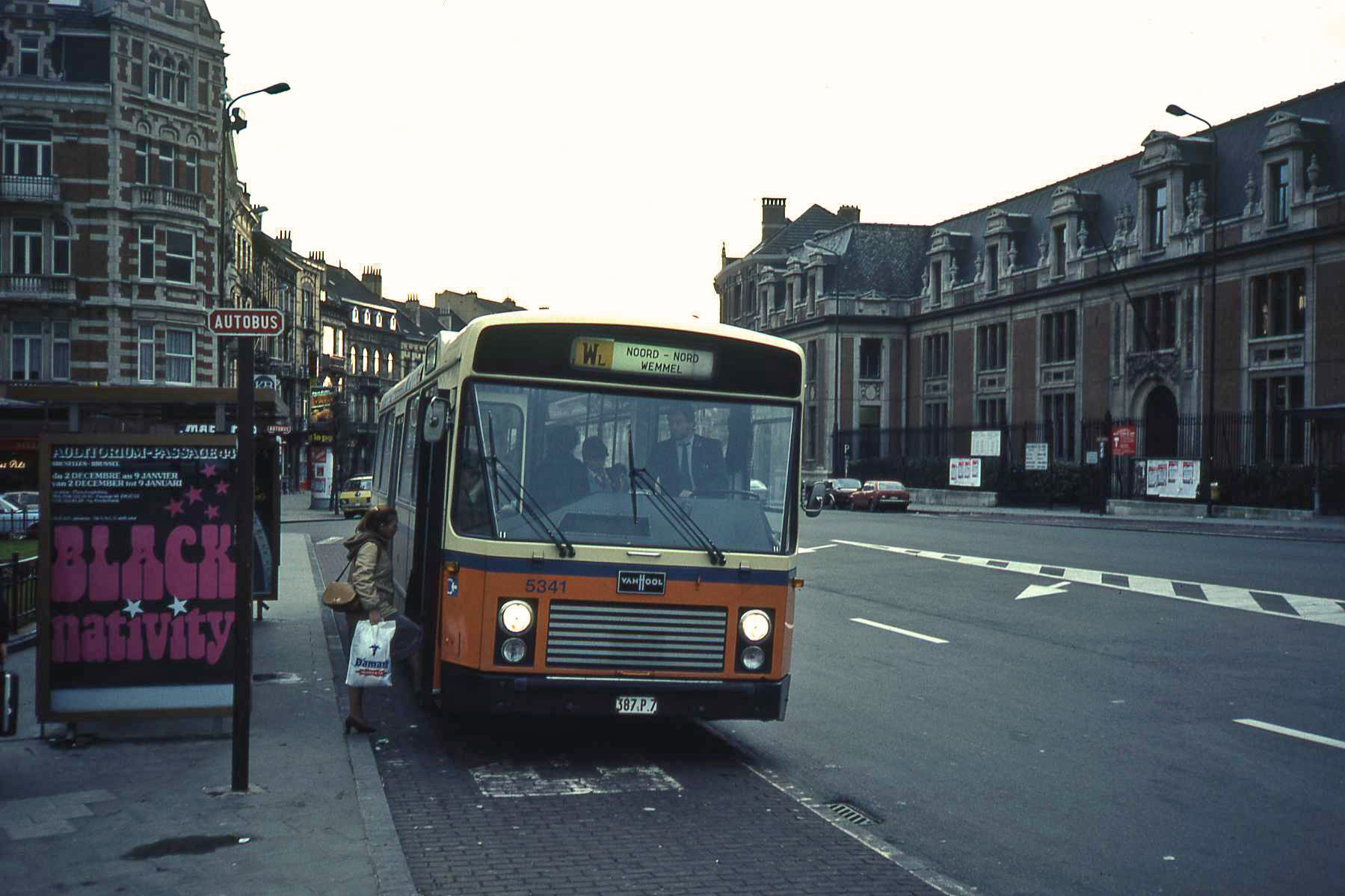
Van-Hool-Linienbus in Brüssel in den 1980er Jahren

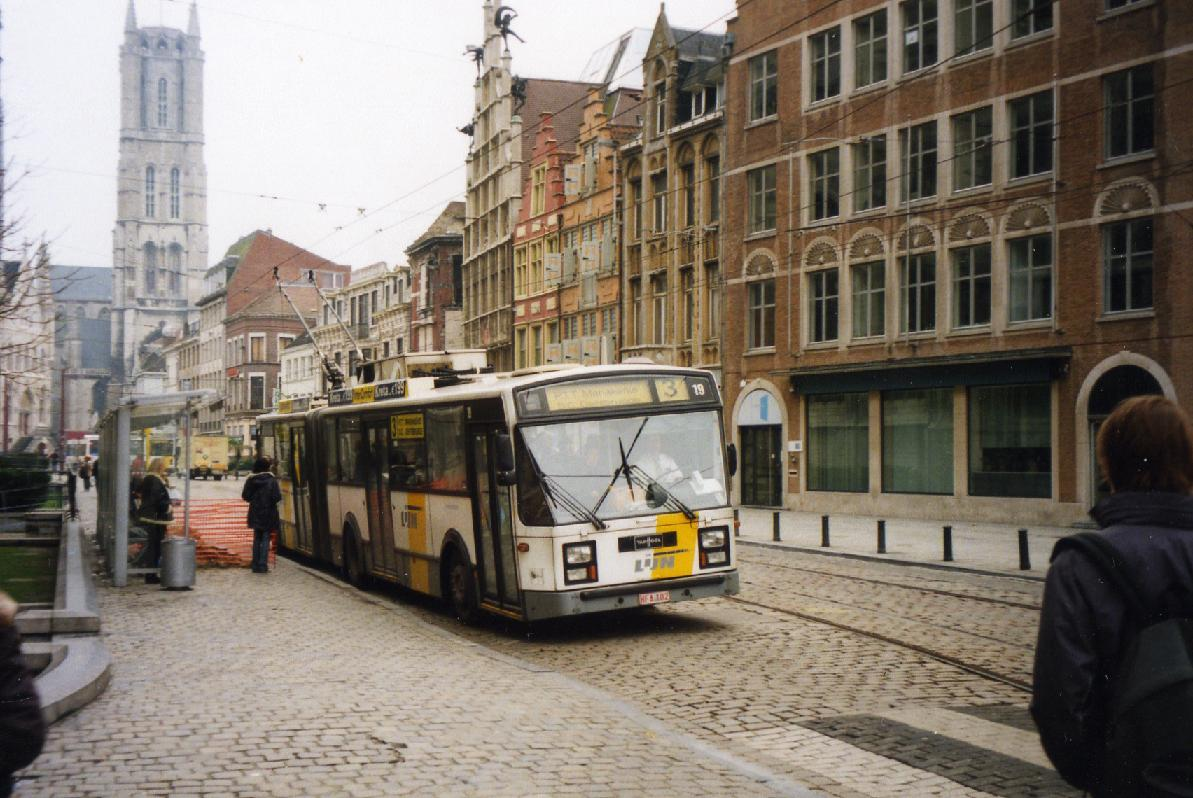
Van-Hool-O-Bus in Gent

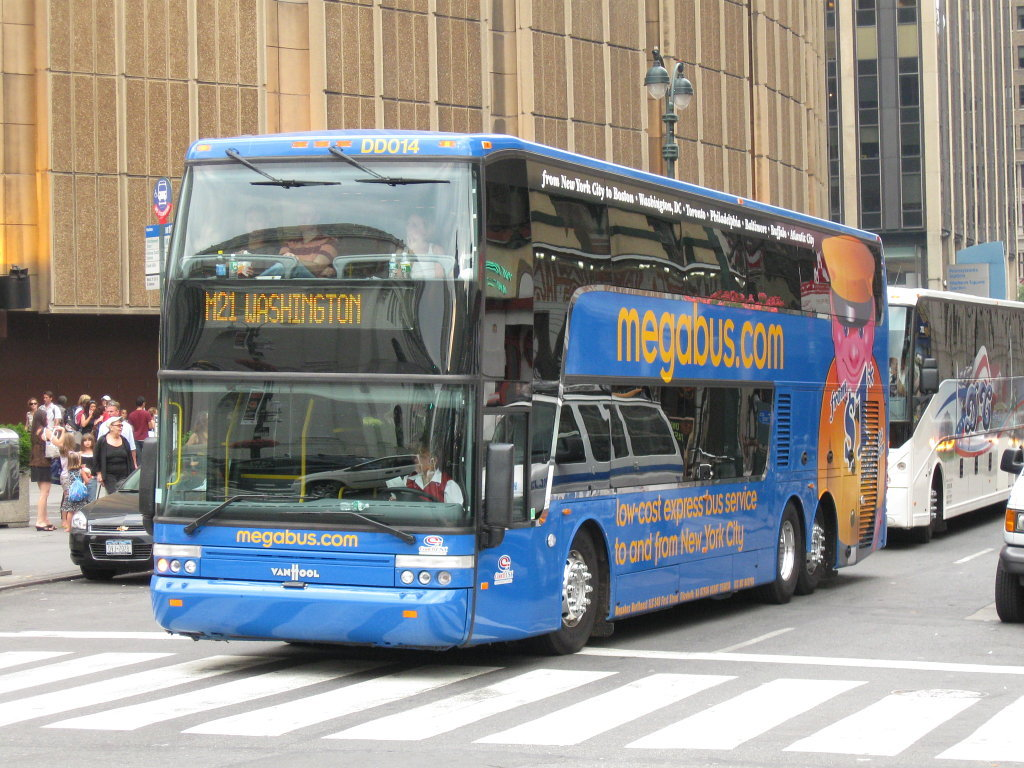
Doppeldeckerbus Van Hool Astromega

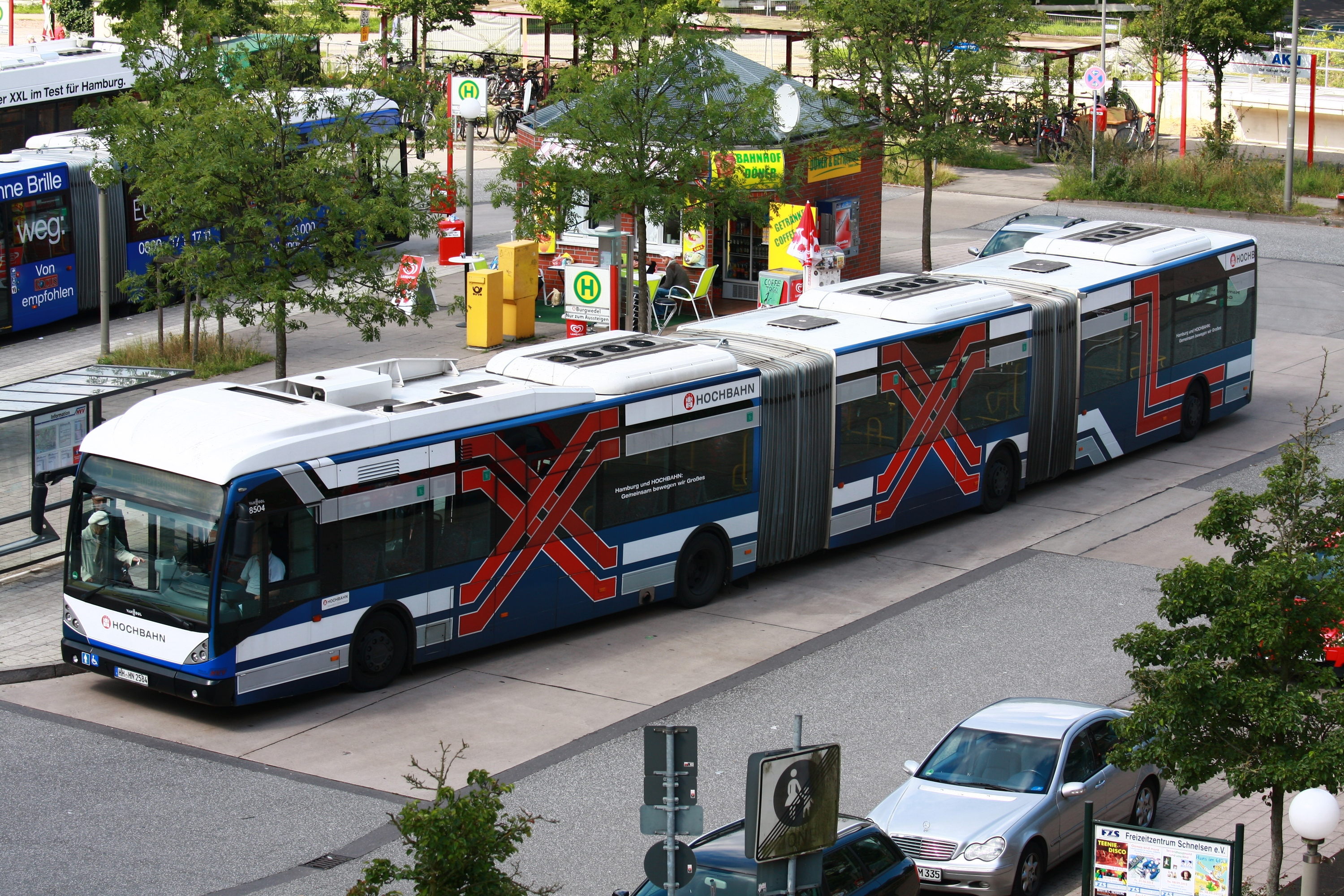
Doppelgelenkbus New AGG300 in Hamburg

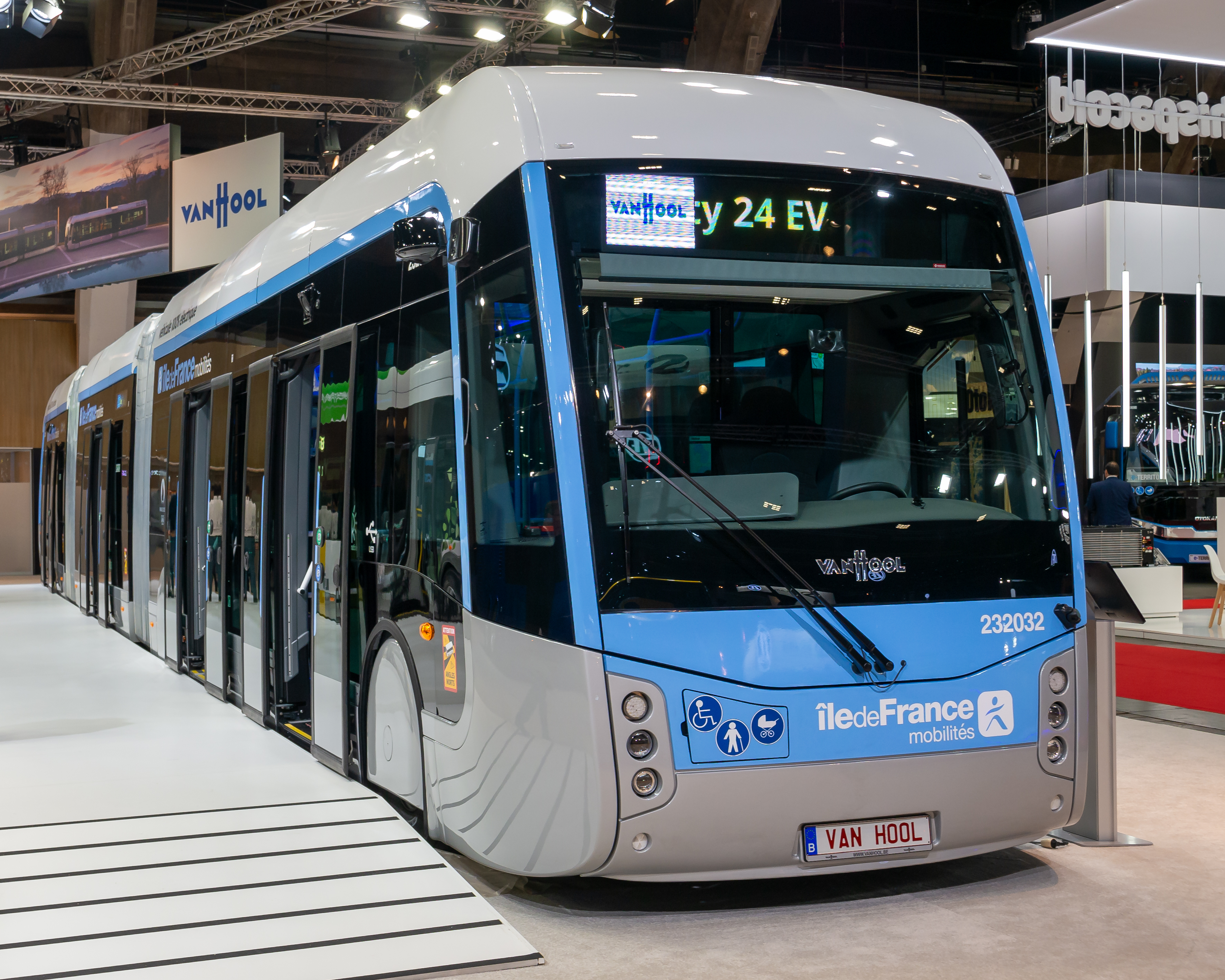
Doppelgelenkbus Van Hool ExquiCity 24 EV

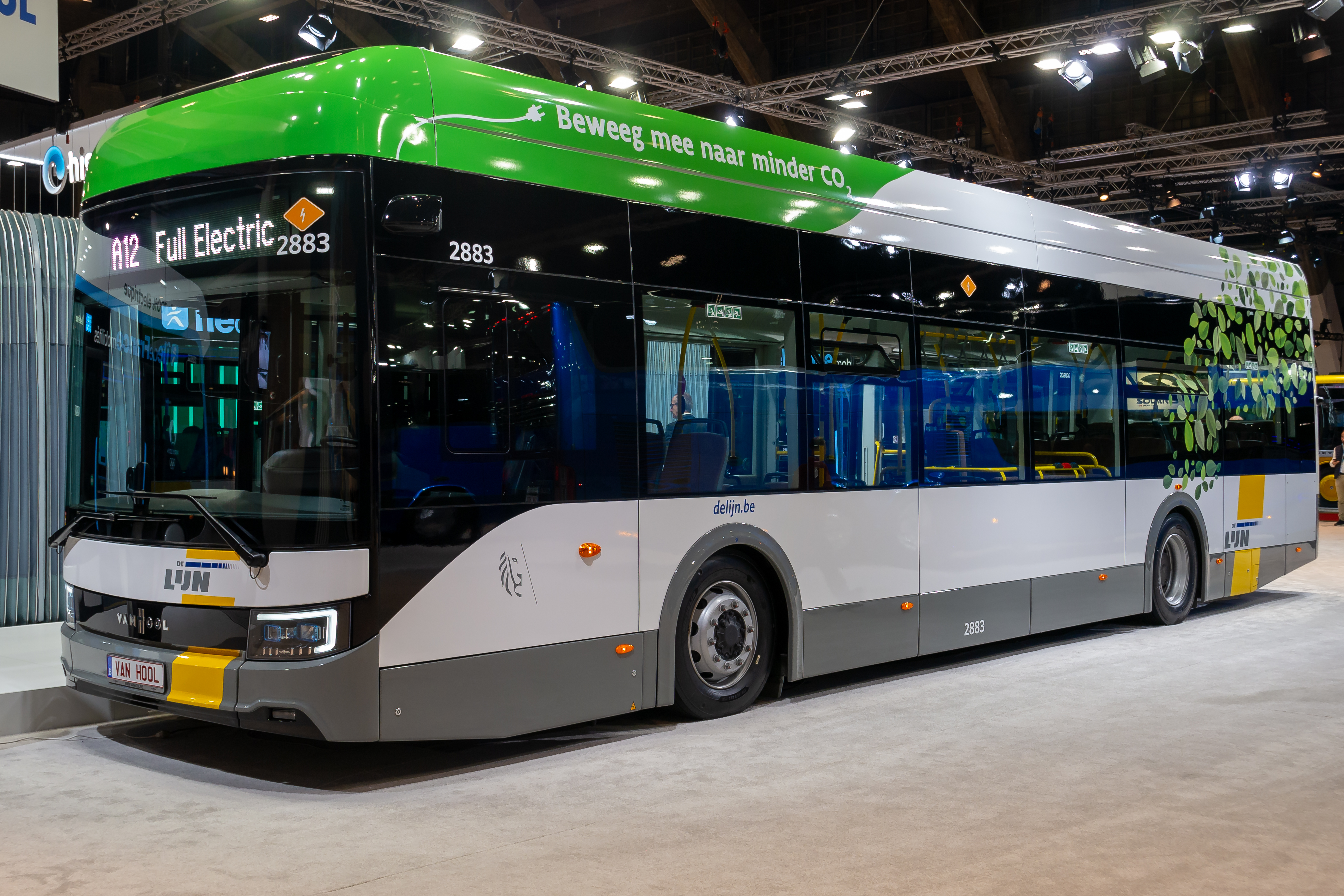
Van Hool A12

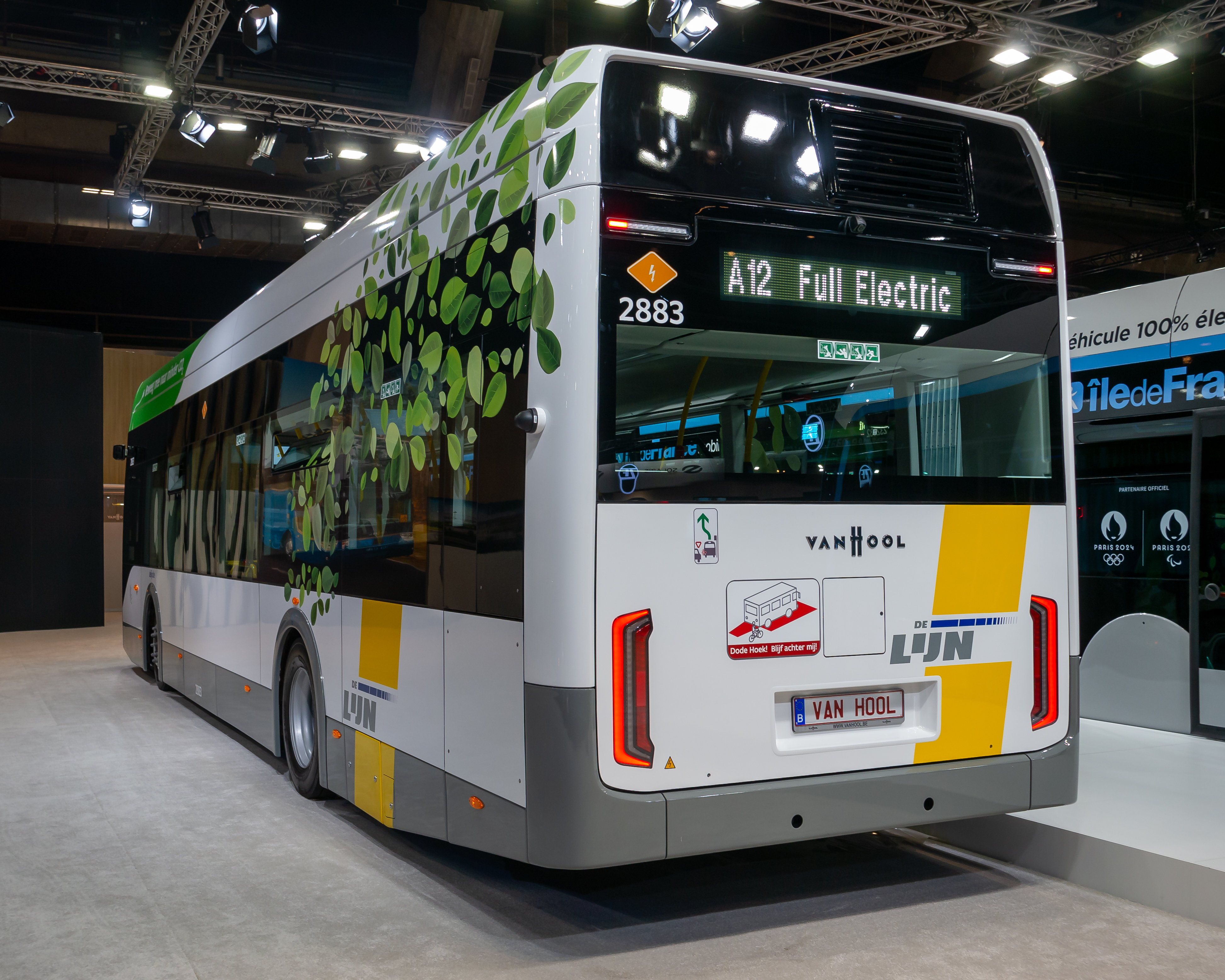
Van Hool A12 Heck

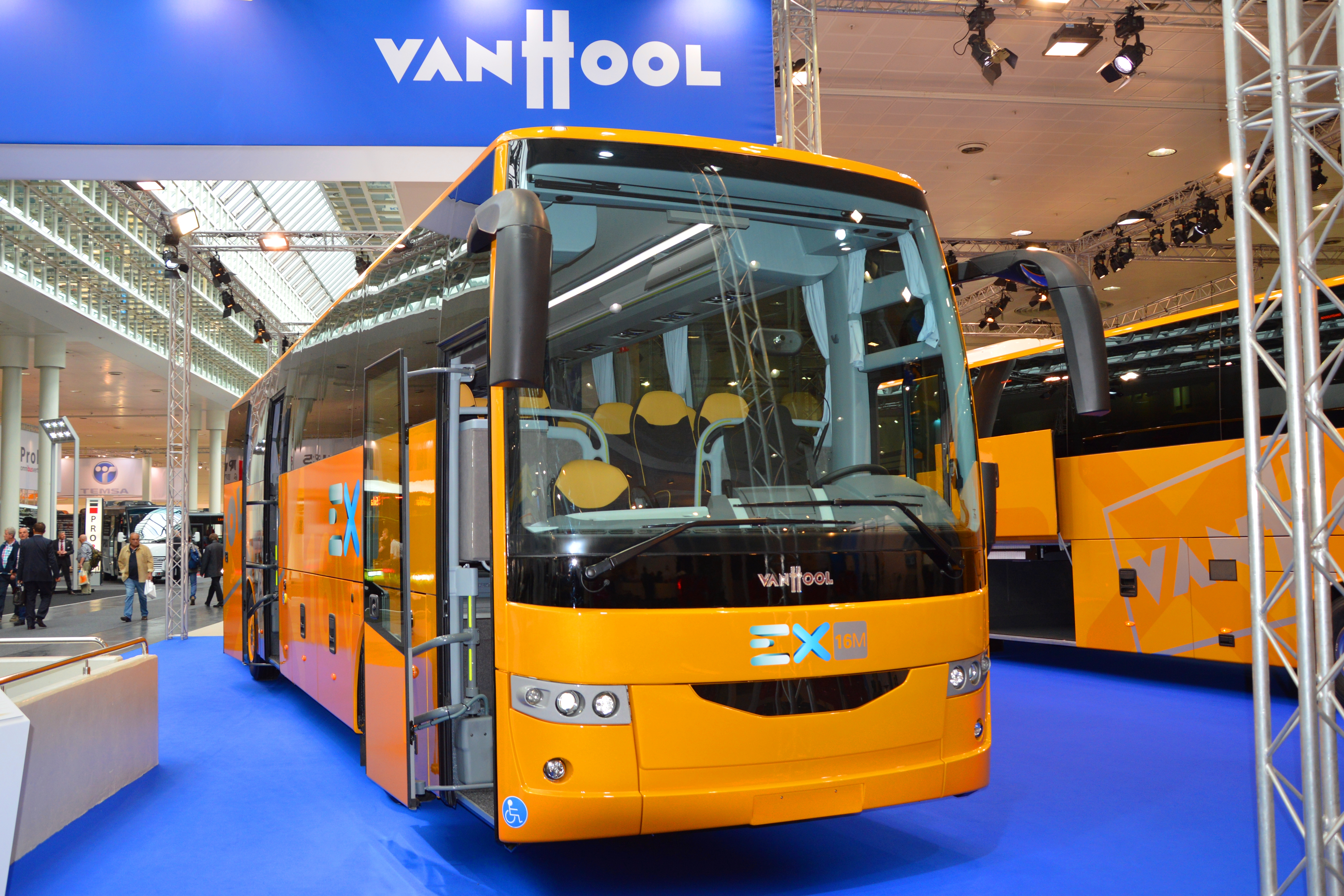
Am Produktionsstandort in Nordmazedonien produzierter Van Hool EX16M

Van Hool [vɑnˈɦoːl] ist ein belgischer Nutzfahrzeughersteller für Stadtbusse, Oberleitungsbusse, Reisebusse sowie Auflieger, Fahrgestelle und Tankcontainer. Das Unternehmen wird seit seiner Gründung als Familienunternehmen geführt.

## Geschichte
Das Unternehmen wurde 1947 von Bernard Van Hool in dem belgischen Dorf Koningshooikt (Provinz Antwerpen) gegründet. In den ersten Jahren waren 22 Mitarbeiter sowie – neben dem Firmengründer – fünf weitere Familienmitglieder beschäftigt. Die Busse wurden zunächst in Einzelfertigung produziert, wobei sich das Fahrzeugdesign an den damals populären US-amerikanischen Straßenkreuzern orientierte.
Wirtschaftliches Wachstum brachte 1951 ein Großauftrag der belgischen Armee zur Lieferung von über hundert Werkstattwagen-Aufbauten sowie seit 1954 die Lieferung von Nutzfahrzeugen in die Kolonie Belgisch-Kongo. Bis Ende 1955 war die Zahl der Beschäftigten auf 240 gestiegen; ein Jahr später wurde der 1000. Reisebus ausgeliefert.
Im Februar 1957 wurde mit Fiat ein Abkommen über die Lieferung von Dieselmotoren und mechanischen Komponenten wie Schaltgetriebe und Achsen unterzeichnet. Das Unternehmen entwickelte sich vom Karosseriebauer zum vollwertigen Hersteller von kompletten Linien- und Reisebussen, die den Markennamen Van Hool Fiat trugen. Daneben blieb das Unternehmen jedoch ein renommierter Karosseriehersteller, was diesem eine weitere Expansion ermöglichte.
Die Zusammenarbeit zwischen Van Hool und FIAT war schon zu Beginn sehr erfolgreich: Im August 1958 wurde der 100. Van-Hool-Fiat-Omnibus übergeben und im Juli 1961 der 500. Van-Hool-Fiat-Reisebus. 1981 wurde das Abkommen mit Fiat beendet.
1965 begann das Unternehmen mit der Produktion von Sattelaufliegern; diese Sparte hat sich als wichtiges Standbein der Firma bewährt. 1966 hatte das Unternehmen rund 880 Beschäftigte. Im gleichen Jahr begann der Export in den als schwierig geltenden US-amerikanischen Markt: Zunächst wurden Van-Hool-Fahrzeuge als Shuttlebusse zwischen dem New Yorker Zentrum und den Flughäfen der Stadt eingesetzt.
1972 wurde Van Hool vom irischen Staat gebeten, die Busproduktion der staatlichen irischen Gesellschaft C.I.E. in Inchicore zu übernehmen. Dazu wurde die Firma Van Hool McArdle gegründet. Der irische Busmarkt erwies sich jedoch als zu klein, um dort genügend Busse rentabel zu produzieren. Diese Aktivitäten endeten daher 1978.
1974 starb der Firmengründer Bernard Van Hool; zwei Jahre später wurde die PVBA Van Hool & Zonen in die Aktiengesellschaft Van Hool NV überführt. Um die Vorteile eines Familienunternehmens, insbesondere die Unabhängigkeit von an Dividendenausschüttung orientierten Aktionären zu erhalten und feindliche Übernahmen auszuschließen, blieb das Gesamtkapital in Familienbesitz. Van Hool war bis 2024 eines der wenigen klassischen Familienunternehmen im Bereich der Busherstellung.
1978 stellte Van Hool auf dem Pariser Autosalon mit dem Modell Alizée ein neues Reisebusmodell vor, von dem bereits ein Jahr später 500 Fahrzeuge verkauft waren. Das hieraus abgeleitete Modell T815 Acron mit (damals noch unüblichen) abgesenktem Fahrerplatz und ungewöhnlich großer Panorama-Frontscheibe wurde der bisher erfolgreichste Van-Hool-Reisebus.
1980 stellte das Unternehmen seinen ersten Gelenkbus AG280 vor. Im gleichen Jahr erschienen die Niederflurbusse AU141 und AU138. Wesentliche Neuerung war der zwischen den Achsen stehend eingebaute Motor.
Von den Mitbewerbern weitgehend unbeobachtet bereitete das Unternehmen 1980 ein völlig neues Produkt vor: Die Firma erkannte schon früh die künftige Bedeutung des multimodalen Verkehrs und entwickelte standardisierte Tankcontainer aus Aluminiumlegierung (für Schüttgut) und Edelstahl (für Flüssigkeiten). Die so gewonnene Erfahrung machte Van Hool in den 1990er Jahren zu einem international agierenden Unternehmen in diesem Bereich.
1987 unterzeichnete Van Hool einen Vertrag mit dem großen amerikanischen Busbetreiber ABC Bus Companies über den Alleinvertrieb von Van-Hool-Bussen in den USA. Das Unternehmen ist ein Zulieferer für private und öffentliche Verkehrsunternehmen und bietet komplette Serviceleistungen an. Durch dieses Abkommen sowie durch die Zusammenarbeit mit den Buslinien der zur Stagecoach Group gehörenden Coach USA waren Van-Hool-Fahrzeuge die meistimportierten Luxusbusse in Nordamerika. 1998 erwarb Van Hool eine Minderheitsbeteiligung an ABC Bus Companies.
1990 erwarb Van Hool den belgischen Bushersteller LAG. Dessen Produktion von EOS-Modellen wurde zunächst weitergeführt. Auch weiterhin fertigte Van Hool an diesem Standort in der Stadt Bree Linien- und Reisebusse.
Einen neuen Fahrzeugtyp stellte das Unternehmen 2011 auf einer Konferenz der UITP in Dubai mit dem ExquiCity vor: Dieses neu konzipierte Modell bot nach Angabe des Herstellers die Form und den Komfort einer Straßenbahn und die Flexibilität und Kosten eines Stadtbusses. Für den öffentlichen Nahverkehr in der französischen Stadt Metz erhielt Van Hool den Auftrag für die Lieferung der BRT-Linien Mettis: Dabei handelt es sich um hybride diesel-elektrische 24-m-Doppelgelenkfahrzeuge auf Basis des ExquiCity.
Ein weiterer Meilenstein in der Geschichte des Unternehmens bedeutete die am 20. Juli 2012 erfolgte Grundsteinlegung für eine Busproduktion nahe der nordmazedonischen Hauptstadt Skopje. Die offizielle Eröffnung des neuen Buswerkes, das eine Investition in Höhe von 25 Millionen Euro erforderte, erfolgte am 12. Mai 2014. Mit diesem Schritt begann Van Hool mit der Verlagerung eines Teils seiner Produktion in ein Niedriglohnland. Begründet wird dies mit den zunehmenden Produktions- und insbesondere Lohnkosten in Westeuropa. Zur Zeit der Einrichtung des Werks in Nordmazedonien (damals: Mazedonien) betrugen die Lohnkosten weniger als 10 % der entsprechenden Kosten am Heimatstandort in Belgien. Produziert werden die für den amerikanischen Markt vorgesehenen Modelle TX40 und CX45 sowie die für den europäischen Markt vorgesehene Baureihe EX. Die erste öffentliche Präsentation der 2015 in den Verkauf kommenden EX-Busse fand im September 2014 auf der IAA in Hannover statt.

### Insolvenz
Am 11. März 2024 wurde angekündigt, dass bis 2027 bis zu 1100 Stellen gestrichen werden könnten. Die Stadt- und Reisebusproduktion wird am belgischen Standort eingestellt, sie soll zukünftig im Werk Skopje durchgeführt werden. Die Produktion von Sattelaufliegern bleibt im Werk in Koningshooikt.
Am 19. März 2024 wurde vor dem Handelsgericht von Mechelen Gläubigerschutz beantragt.
Am 26. März 2024 wurde gemeldet, dass sowohl der niederländische Bushersteller VDL als auch die belgische Dumarey Group an der Übernahme von Van Hool interessiert seien. Am 8. April 2024 wurde Van Hool nach der Einreichung eines Insolvenzantrags durch das Handelsgericht in Mechelen für insolvent erklärt. Die Beschäftigten werden entlassen. Während VDL die Bussparte übernehmen und sich dort insbesondere auf Reisebusse fokussieren will, wofür zwischen 300 und 600 Mitarbeiter wiedereingestellt werden sollen, wird an die Einstellung der Produktion von Linienbussen gedacht. Schmitz Cargobull will die Fertigung von Sattelaufliegern übernehmen, wofür die Wiedereinstellung von 350 Mitarbeitern vorgesehen ist.

## Produkte

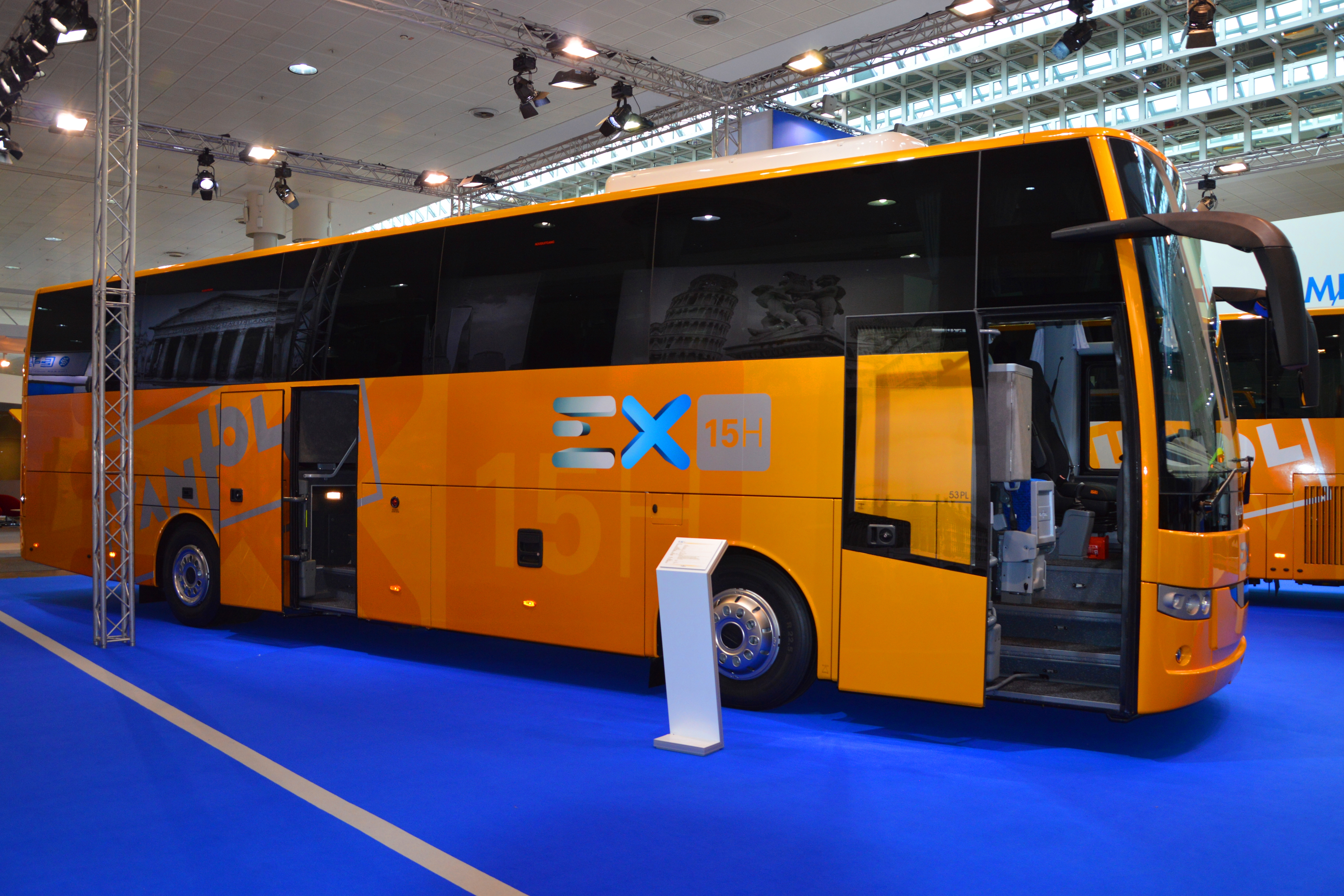
Van Hool EX15H (ab 2015) auf der IAA 2014

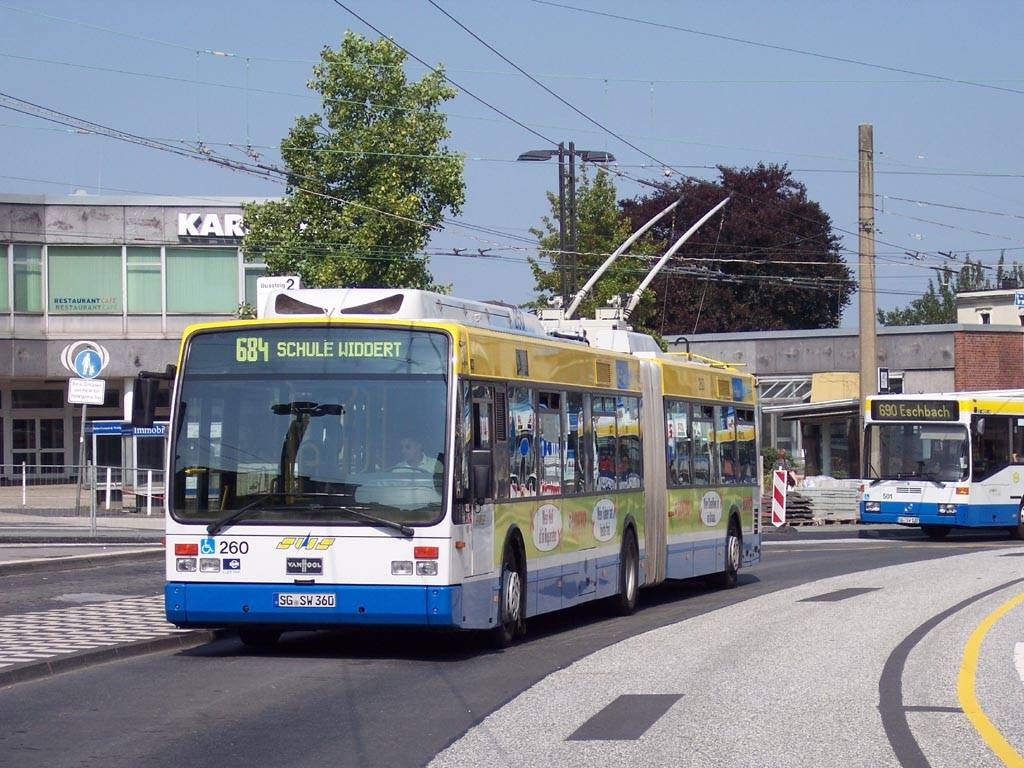
Oberleitungsbus AG300 T in Solingen

Van Hool fertigt Reise- und Stadtbusse sowie Sonderanfertigungen wie Promotionfahrzeuge, Übertragungswagen und Sat-Sendewagen. Darüber hinaus werden Nutzfahrzeuge für den Gütertransport produziert.

### Reisebusse

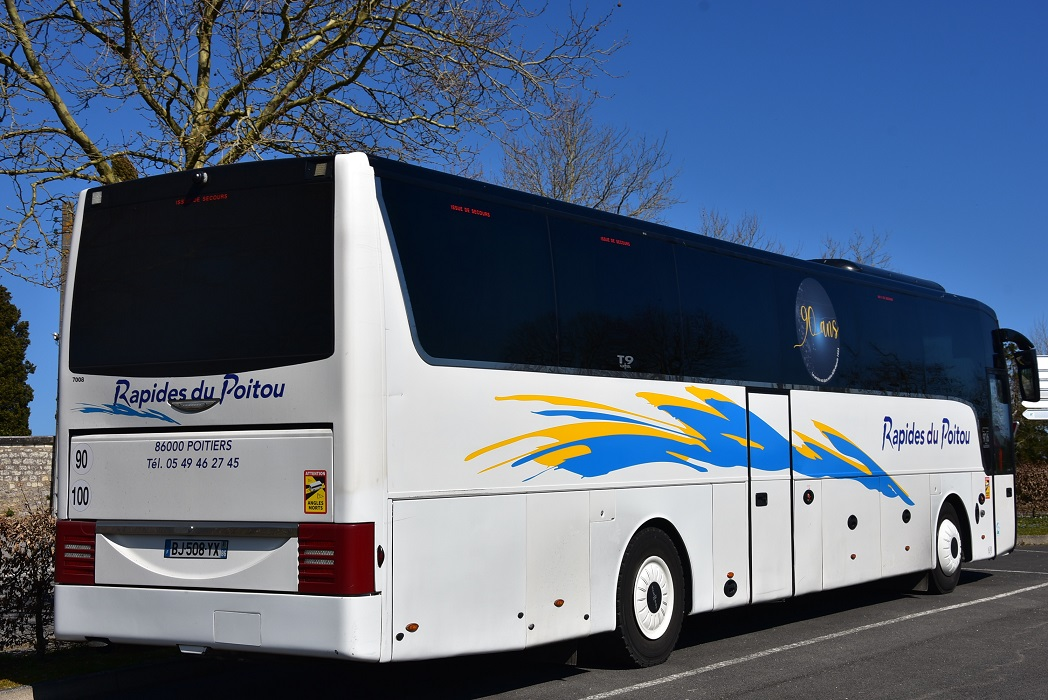
Van Hool T916 Alicron (2010), Frankreich

Derzeit werden u. a. folgende Baureihen angeboten:
- TX-Baureihe  in verschiedenen Längen und Aufbauhöhen, auch als Doppeldeckerbus. Chassis: Scania, VDL; Motoren: Scania oder PACCAR Euro 6
  - Acron, Hochdecker bis 14 m Länge
  - Alicron, Hochdecker bis 12 m Länge (eingestellt)
  - Astron, Reisesuperhochdecker 13 bis 14 m Länge
  - Astronef, Superhochdecker mit Theaterbestuhlung 12 bis 14 m Länge
  - Altano, Superhochdecker mit Unterflurcockpit und optionalem Tiefeinstieg 13 bis 14 m Länge
  - Astrobel, Doppeldecker (eingestellt)
  - Astromega, Doppeldecker 13 bis 14 m Länge
- EX-Baureihe ab 2015, zunächst in drei verschiedenen Längen, produziert in Nordmazedonien; Motoren: PACCAR Euro 6
- Reisebusse USA: ausschließlich dreiachsige Fernbusse für den amerikanischen Markt, auch als Doppeldecker

### Linienbusse
Für den ÖPNV bot das Unternehmen eine breite Auswahl von Linienbussen zwischen 8½ m (Midibus) und 25 m Länge (Doppelgelenkbus) an.
Neben Diesel- und CNG-Motoren werden auch Oberleitungsbusse, Brennstoffzellenbusse, ein Batteriebus sowie Hybridbusse in verschiedenen Antriebsvarianten angeboten.
Niederflurbusse
| Van Hool A 308                   |
| Van Hool A 309                   |
| Van Hool A 300                   |
| Van Hool A 360                   |
| Van Hool A 330                   |
| Gelenkbus Van Hool AG 300        |
| Doppelgelenkbus Van Hool AGG 300 |

Niederflurbusse mit alternativem Antriebssystem
| Van Hool A 300 CNG | Erdgas          |
| Van Hool A 360 CNG | Erdgas          |
| Van Hool A 330 FC  | Brennstoffzelle |
| Van Hool A 300 T   | Oberleitungsbus |
| Van Hool AG 300 T  | Oberleitungsbus |
| Van Hool A 308 E   | Batteriebus     |

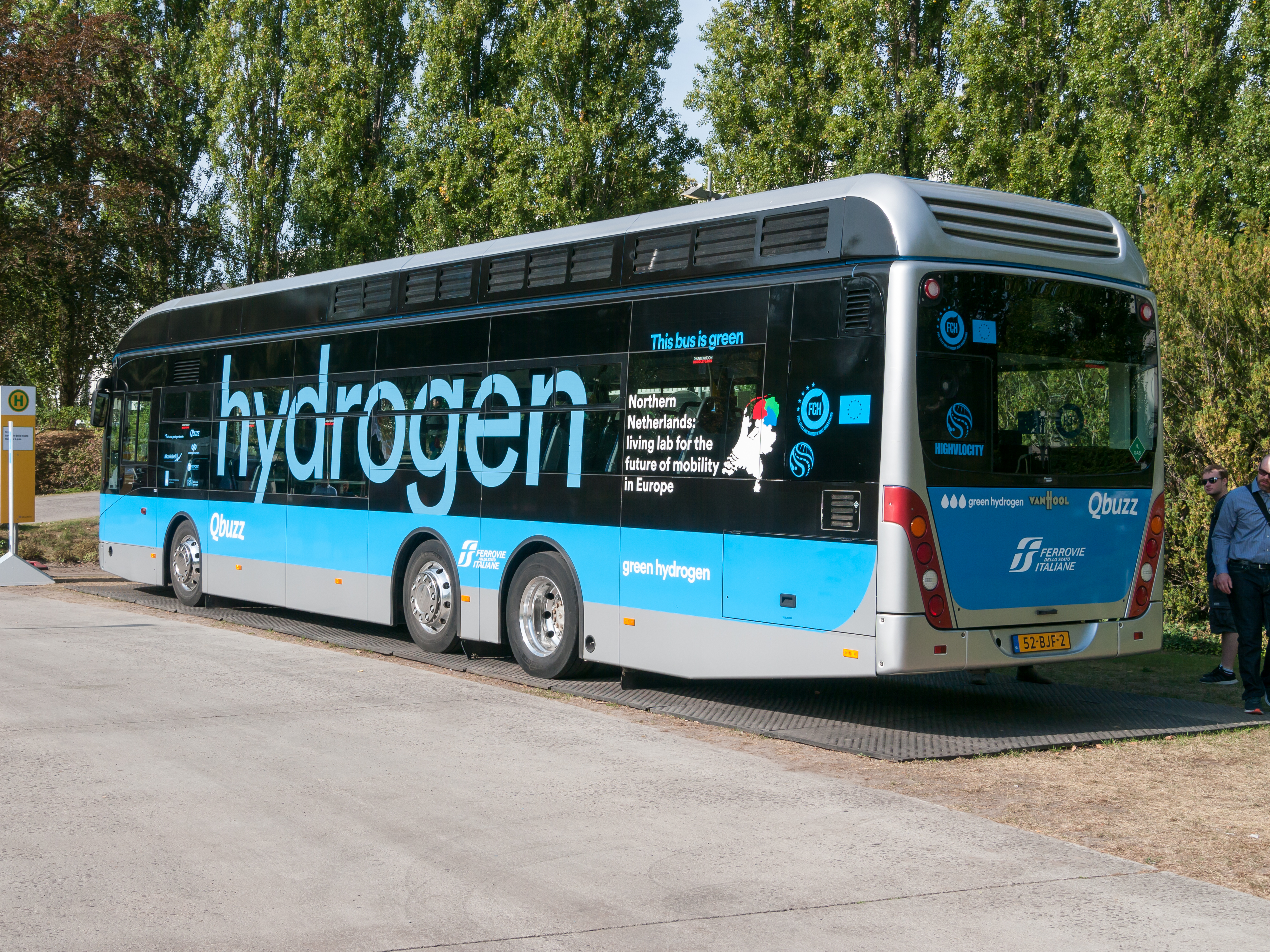
New A330 FC auf der InnoTrans 2018, Berlin

Darüber hinaus werden die BRT-Fahrzeuge ExquiCity18 und ExquiCity24 als Oberleitungsbus, Batteriebus oder Hybridbus angeboten.

### Gütertransport
Van Hool fertigt am Produktionsstandort Koningshooikt Sattelauflieger für unterschiedliche Güter, Tankcontainer, Silocontainer, Wechselbrücken, Containerfahrgestelle sowie Sonderanfertigungen nach Kundenwunsch.
Weltweit hatte Van Hool rund 4100 Beschäftigte, davon 2500 in Belgien, und produzierte jährlich etwa 1200 Busse sowie rund 4000 Sattelauflieger und Tankcontainer. Die Exportquote betrug über 80 % (Stand Ende 2023).